# Ibrahima Bakayoko
Ibrahima Bakayoko (Seguela, 31 de desembre de 1976) és un futbolista ivorià que ocupa la posició de davanter.

## Trajectòria
Després de destacar en diversos clubs del seu país, el 1995 marxa a la lliga francesa per jugar amb el Montpellier. Al club occità hi destaca per la seua capacitat golejadora, marcant 24 tants en 76 partits. Això fa que el fitxe l'Everton FC, de la Premier League.
A Anglaterra no compleix amb les expectatives creades pel seu fitxatge i tan sols hi roman una temporada abans de retornar a França, a l'Olympique de Marsella, on recupera el seu olfacte golejador (34 gols en 136 partits).
A la temporada 03/04 marxa al CA Osasuna de la primera divisió espanyola, on qualla una discreta campanya. Retorna breument a França abans de provar sort a la lliga italiana, a les files del Livorno i el Messina. El 2007 canvia a la competició grega, jugant a conjunts com el Larissa, el PAOK FC (on marca set gols) i el PAS Giannina.

## Internacional
Bakayoko ha estat internacional amb Costa d'Ivori en 45 ocasions, assolint un gran registre golejador: 30 dianes. Va participar en la Copa d'Àfrica de l'any 2000.